# Raniero Di Giovanbattista
Raniero Di Giovanbattista (Roma, 1932 – 2017) è stato un regista e sceneggiatore italiano.
Come regista ha utilizzato lo pseudonimo di Jonas Reiner.

## Biografia
La sua prima sceneggiatura risale al 1966 per Un gangster venuto da Brooklyn di Emimmo Salvi, mentre nel decennio successivo scrive i copioni dei film Mark il poliziotto e Mark il poliziotto spara per primo, entrambi diretti da Stelvio Massi nel 1975. 
Firmandosi con lo pseudonimo di Jonas Rainer, nel 1979 esordisce alla regia con Libidine, per poi dedicarsi agli inizi degli anni ottanta al cinema pornografico a partire da Valentina, ragazza in calore, secondo film hard di Moana Pozzi, in cui compaiono anche Mark Shanon e Guia Lauri Filzi.

## Filmografia

### Sceneggiatore
- Un gangster venuto da Brooklyn, regia di Emimmo Salvi (1966)
- Flavia, la monaca musulmana, solo soggettista, regia di Gianfranco Mingozzi (1974)
- Mark il poliziotto, regia di Stelvio Massi (1975)
- Mark il poliziotto spara per primo, regia di Stelvio Massi (1975)

### Regista
- Libidine (1979)
- Valentina, ragazza in calore (1981)
- Follia erotica di una diciottenne (1982)
- Porcellone e porcellini (1985 ma girato nel 1981)